# 93-тя піхотна дивізія (Третій Рейх)
93-тя піхотна дивізія (Третій Рейх) (нім. 93. Infanterie-Division) — піхотна дивізія Вермахту за часів Другої світової війни.

## Історія
93-тя піхотна дивізія сформована 17 вересня 1939 року під час 5-ї хвилі мобілізації в Ютерборі в III-му військовому окрузі.

## Райони бойових дій
- Німеччина (Західний Вал) (жовтень 1939 — травень 1940);
- Франція (травень 1940 — червень 1941);
- СРСР (північний напрямок) (червень 1941 — серпень 1943);
- Польща (серпень — жовтень 1943);
- СРСР (північний напрямок) (жовтень 1943 — жовтень 1944);
- Курляндський котел (жовтень — грудень 1944);
- Німеччина (Східна Пруссія) (грудень 1944 — березень 1945).

## Командування

### Командири
- генерал інженерних військ Отто Тіманн (нім. Otto Tiemann) (17 вересня 1939 — 1 травня 1943);
- генерал-лейтенант Готтфрід Вебер (нім. Gottfried Weber) (1 — 31 травня 1943);
- генерал інженерних військ Отто Тіманн (31 травня — вересень 1943);
- генерал артилерії Горст фон Меллентін (нім. Horst von Mellenthin) (вересень — 1 жовтня 1943);
- генерал-лейтенант Карл Леврік (нім. Karl Löwrick) (1 жовтня 1943 — 20 червня 1944);
- генерал-лейтенант Еріх Гофманн (нім. Erich Hofmann) (20 червня — 27 липня 1944);
- оберст Германн (нім. Hermann) (27 липня — 1 вересня 1944), ТВО;
- генерал-майор Курт Доманскі (нім. Kurt Domansky) (1 вересня 1944 — березень 1945).

## Нагороджені дивізії
Нагороджені Сертифікатом Пошани Головнокомандувача Сухопутних військ для військових формувань Вермахту за збитий літак противника
- 10 серпня 1942 — 10-та рота 270-го піхотного полку за дії 14 березня 1942 (№ 206).
- 1 травня 1944 — штабна рота 273-го гренадерського полку за дії 8 січня 1944 (№ 498).

Нагороджені дивізії
|  | Кавалери Золотого Німецького Хреста                                                                        | 77 |
|  | Кавалери Лицарського хреста Залізного хреста з Дубовим листям                                              | 3 (№ 247 оберст Карл Леврік — 17.05.1943 № 202 гауптман Вальтер Шойнеманн — 06.03.1943 № 717 обер-фельдфебель Вальтер Зюсс — 25.01.1945) |
|  | Кавалери Лицарського хреста Залізного хреста                                                               | 25 |
|  | Кавалери Почесної відзнаки Сухопутних військ «Почесна застібка на орденську стрічку для Сухопутних військ» | 43 |

- Нагороджені Сертифікатом Пошани Головнокомандувача Сухопутних військ (11)